# Du "Cubisme"
Du "Cubisme", anche scritto Du 'Cubisme', oppure Du «Cubisme», è un libro scritto da Albert Gleizes e Jean Metzinger nel 1912. Questo fu il primo testo importante sul cubismo, precedente a Les Peintres Cubistes di Guillaume Apollinaire (1913). Il libro è illustrato con fotografie in bianco e nero di opere di Paul Cézanne, Gleizes, Metzinger, Fernand Léger, Juan Gris, Francis Picabia, Marcel Duchamp, Pablo Picasso, Georges Braque, André Derain e Marie Laurencin.
Il trattato molto influente all'epoca, fu pubblicato da Eugène Figuière Éditeurs, collana Tous les Arts, Parigi, 1912. Prima della pubblicazione il libro fu annunciato nella Revue d'Europe et d'Amérique, marzo 1912; per l'occasione del Salon de Indépendants nella primavera del 1912 nella Gazette des beaux-arts; e nel Paris-Journal, 26 ottobre 1912, si pensa che sia apparso a novembre o agli inizi di dicembre del 1912. Fu successivamente pubblicato in inglese e russo nel 1913. Una traduzione russa di Mikhail Matiushin apparve nel numero di Soiuz molodezhi nel marzo 1913.
Una nuova edizione fu pubblicata nel 1947 con una proposta di Gleizes e un epilogo di Metzinger. Gli artisti colsero l'occasione per riflettere sull'evoluzione di questo movimento artistico d'avanguardia trentatre anni dopo la comparsa della prima pubblicazione di Du "Cubism".